# Schodnice

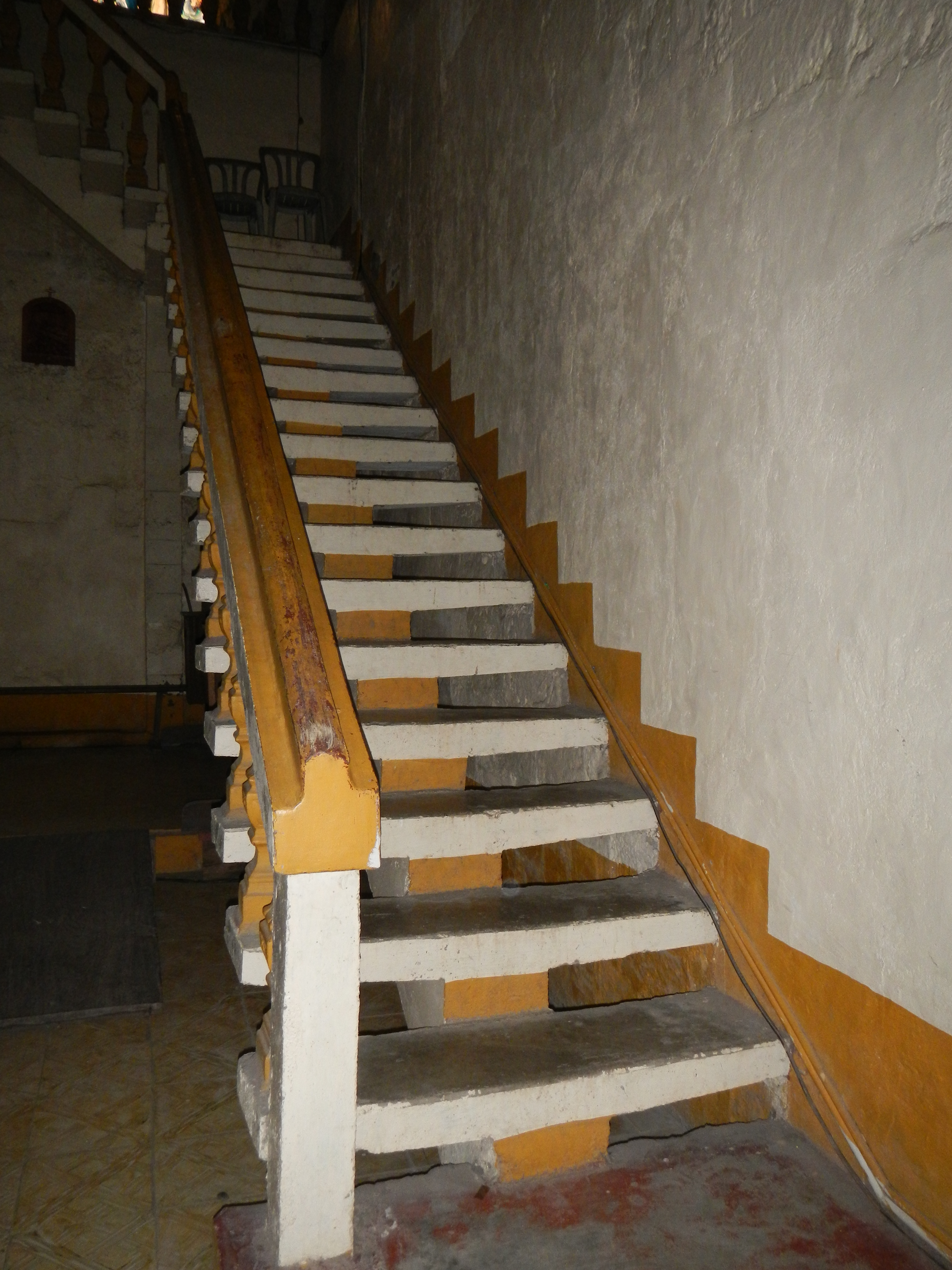
Schodiště s jednou zděnou schodnicí uprostřed

Schodnice je část schodiště, tvořící šikmý nosník, který podepírá schodišťové rameno nebo schodišťové stupně. 
Ne všechny konstrukce schodišť používají schodnici, jako konstrukční prvek je využita u schodišť s oboustranně podporovanými stupni.
Schodiště využívající schodnici (schodnicová schodiště) tvoří nejčastější typ dřevěných a kovových schodišť. Schodnice je tady nosnou částí, která přenáší zatížení do podpor. Schodnice ve schodišti může být jedna nebo víc. Podepření schodnicemi má varianty:
- schody podepřené na vnitřní straně schodnicí a na vnější straně schodišťovou zdí
- schody na obou stranách do schodnic
- schody jen s jednou střední schodnicí
- schody celoplošně podepřené deskou se schodnicí

## Dělení schodnic
Schodnice možno rozdělit:
- podle použitého materiálu
  - kamenné
  - železobetonové
  - kovové
  - dřevěné
    - smrk
    - bříza
    - borovice
    - buk
    - dub
    - modřín
    - jasan
    - javor
- podle umístění
  - vnitřní
  - vnější